# 格奈森瑙號戰艦
格奈森瑙号（德語：Gneisenau）是纳粹德国海军建造的两艘沙恩霍斯特级战列舰的末舰，得名于前普鲁士元帅暨军事改革家奥古斯特·奈德哈特·冯·格奈森瑙，其唯一的姊妹舰为沙恩霍斯特号。该舰由基尔的德意志造船厂承建，自1935年5月6日开始铺设龙骨，1936年12月8日下水，至1938年5月21日交付使用。它在三座三联装炮塔中装备有九门283毫米34式速射炮。在建造过程中，当局已批准用六门380毫米34式速射炮组成的双联装炮塔来替换这些火炮，但由于这将涉及大量的重新设计，所以初期仍继续使用小口径炮。升级工程原计划于1940－41年冬天进行，但最终因第二次世界大战的爆发而搁置。
格奈森瑙号和沙恩霍斯特号于第二次世界大战早期的大部分时间里都共同作战，包括出击进入大西洋袭击英国商船。在首次行动中，两舰仅通过短暂的交火便击沉了英国武装商船巡洋舰拉瓦尔品第号。格奈森瑙号和沙恩霍斯特号也参加了1940年4月至6月德国入侵挪威的威悉演习行动；在挪威沿岸的行动中，它们与战列巡洋舰声望号交火，并击沉了航空母舰光荣号。格奈森瑙号在与声望号的战斗中受损，随后又在挪威附近被英国潜艇克莱德号用鱼雷击中。1941年，格奈森瑙号及其姊妹舰在成功完成柏林行动后，进驻法国布雷斯特。这两艘战列舰成为英国皇家空军多次空袭的目标；格奈森瑙号在轰炸中多次遭到命中，但始终得以修复。1942年初，两舰在光天化日之下从德占法国沿英吉利海峡冲刺回德国，并顺利驶入基尔的旱坞。2月26日晚，英国人对格奈森瑙号发动了空袭；一枚炸弹穿透其装甲甲板并在前部弹药舱引爆，造成严重破坏和多人伤亡。由于损坏所必需的修理非常耗时，因此当局决定重建该舰，将双联装炮塔上的九门283毫米炮替换为六门380毫米炮。283毫米炮被移除，用作岸基炮台。1943年，希特勒下令停止改造工作，格奈森瑙号便一直搁置在戈滕哈芬，至1945年作为堵塞船遭击沉；其残骸则于1950年代被打捞上岸拆解报废。

## 设计

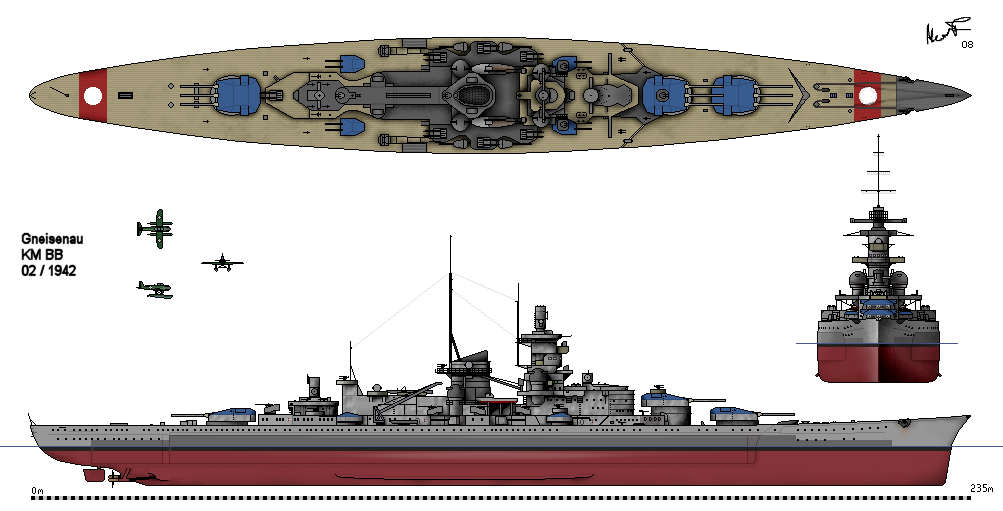
1942年的格奈森瑙号布局图

格奈森瑙号的水线长度和全长分别为226米和229.8米，有30米的舷宽以及最大9.9米的吃水深度。舰只设计的标准排水量为32,100吨，满载排水量则可达38,100吨。其推进系统是由三台日耳曼尼亚齿轮传动蒸汽轮机提供动力，总功率为165,930匹公制馬力（163,660匹軸馬力；122,040千瓦特），在速度试验中可达到31.3節（58.0每小時）的最高航速。其标准船员编制为56名军官及1,613名水兵，在战争期间可增至60名军官和1,780名水兵。而当担任分舰队旗舰时，则可额外再增加10名军官和61名水兵。
该舰的主炮由装备在三座三联装炮塔内的九门283毫米C/34式54.5倍径速射炮组成，其中的两座炮塔以背负式布局置于前部（“安东”和“布鲁诺”），一座位于后部（“采撒”）。格奈森瑙号的副炮为十二门150毫米C/28式55倍径速射炮，其中八门安装在双联装炮塔上，其余四门则为独立炮塔。防空武器则包括有十四门105毫米C/33式65倍径高射炮、十六门37毫米83倍径炮，以及最初的十门20毫米炮。20毫米炮的数量最终增加到三十八门。1942年，该舰还安装了从轻巡洋舰莱比锡号和纽伦堡号拆下的六具533毫米甲板鱼雷发射管。
格奈森瑙号的装甲带在中央堡垒的部分达到350毫米厚，用于保护弹药舱及轮机舱。其装甲甲板在平面部分的厚度为20－40毫米，在与装甲带底部相连的斜面部分则增加至105毫米。主炮塔的正面和侧面分别配有360毫米和200毫米厚的装甲板。司令塔的侧面装甲板厚度也有350毫米。

## 服役歷史
格奈森瑙号是为取代老旧的前无畏舰黑森号而以“黑森代舰”的名义订购，合同代号为“E”。位于基尔的德意志造船厂获得了建造合同，于1935年5月6日开始铺设龙骨。该舰于1936年12月8日下水，由时任陆军总司令的维尔纳·冯·弗里奇大将发表下水演说，并由一战期间在福克兰群岛海战中沉没的大巡洋舰格奈森瑙号舰长尤利乌斯·梅克尔上校的遗孀主持命名仪式。在下水过程中，舰体因减速不及而撞上了对面的码头墙。格奈森瑙号未明显受损，惟码头墙凹陷了4米深。该舰的舾装工作随后展开，并于1938年5月21日正式入役，在海军上校埃里希·弗尔斯特的指挥下进行海试。选择这个日期是因为苏台德危机的爆发，而当时格奈森瑙号尚未完工。海试表明，该舰有在巨浪中大量进水的风险；这将导致舰艏被淹，并损坏前部炮塔的电气系统。为此，它重返旱坞接受大规模改建，将原本的垂直样式改为升高的“大西洋式舰艏”（Atlantikbug，类似于飞剪式）。烟囱上则加装了一个斜顶罩，以防主桅杆受烟雾影响。改造工程于1939年9月结束，使该舰终于得以全面投入运用。
1939年6月12日，格奈森瑙号离开德国前往大西洋中部接受为期六周的试验及训练，至7月26日返回。由于当时仍为和平时期，舰上主要携带练习弹药，只有少量实弹。9月3日，舰长弗尔斯特上校向全舰官兵宣布了德国向英国和法国宣战的消息。一天后，格奈森瑙号便遭到十四架威靈頓轟炸機的袭击，但没有命中。11月，弗尔斯特的职务被海军上校哈拉尔德·内茨班特接替。
在海军中将威廉·马沙尔的指挥下，格奈森瑙号于1939年11月21日开始了第一次战斗行动；它及其姊妹舰沙恩霍斯特号、轻巡洋舰科隆号连同九艘驱逐舰一起，将前往冰岛和法罗群岛之间的海域巡逻。此次行动的目的是要牵制英国部队，以缓解装甲舰施佩伯爵将军号的压力——它当时正在南大西洋遭到追击。两天后，德国编队拦截了英国武装商船巡洋舰拉瓦尔品第号。沙恩霍斯特号率先开火，格奈森瑙号也于8分钟后跟随发炮。英舰很快变成了一艘燃烧的残骸；马沙尔指示沙恩霍斯特号前去营救幸存者，而他则在格奈森瑙号舰上待命。英国轻巡洋舰纽卡斯尔号不久后抵达现场，促使马沙尔停止救援行动并逃离。四艘盟军主力舰——英国的胡德号、纳尔逊号和罗德尼号，以及法国的敦刻尔克号则紧随其后追击。德国人于11月27日抵达威廉港，两艘战列舰在途中都因狂风大浪而遭受严重破坏。
格奈森瑙号返回基尔的旱坞修理因风暴造成的损坏。在维修过程中，其舰艏接受了第二次改造，加入了额外的外角和舷弧，以提高舰只的适航性。1940年1月15日，完成改装后的格奈森瑙号进入波罗的海进行试航。它返回北海的行程一直被威廉皇帝运河的冻结所阻挡，直至2月4日才解封。在2月18日至20日期间，该舰还参加了诺德马克行动，这是一次进入北海的短暂出击，最远曾抵设得兰群岛。

### 威悉演习行动

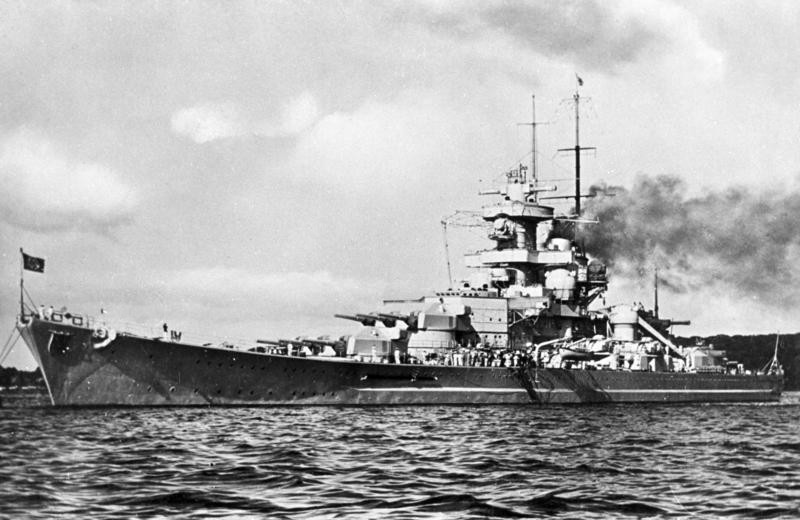
格奈森瑙号泊港

随后，沙恩霍斯特号被派往参加入侵丹麦和挪威的威悉演习行动。它与沙恩霍斯特号组成了进攻挪威纳尔维克和特隆赫姆的掩护部队；两舰于1940年4月7日上午在海军中将京特·吕特晏斯的指挥下离开威廉港。与它们会合的是由重巡洋舰希佩尔将军号和四艘驱逐舰组成的特隆赫姆入侵部队，以及由十艘驱逐舰组成的纳尔维克入侵部队。在4月7日14:25至14:48分之间，十二架轰炸机曾在斯卡格拉克海峡以西袭击这些舰艇，但没有成功。8日09:15，尾随其后的一艘驱逐舰贝恩德·冯·阿尼姆号发出了与一艘英国驱逐舰交战的信号，吕特晏斯遂于09:22命令希佩尔将军号前去调查。德国巡洋舰发现了英国驱逐舰萤火虫号，并用精准的炮火击中了它。萤火虫号在沉没之前，曾试图撞击和破坏希佩尔海军上将号，并向英国舰队发出警告信息。两艘战列舰的船员虽然没有参与这场短暂的交锋，但还是投入了战斗岗位。21:00，格奈森瑙号和沙恩霍斯特号在韦斯特峡湾的罗弗敦群岛以南占据阵位，为在纳尔维克和特隆赫姆的登陆部队提供远程掩护。
4月9日04:30，格内森瑙号利用其西塔克特雷达捕捉到了英国战列巡洋舰声望号；格奈森瑙号和沙恩霍斯特号舰上的战斗警报都响起来了，但却是声望号于05:05率先开火。格奈森瑙号对声望号取得两次命中；第一次的炮弹没有爆炸，第二次则在上层甲板引爆，损坏了对方的无线电设备。两艘德国战列舰随后掉头脱离交战。几乎同时，声望号的两枚15英寸（380）炮也击中了格奈森瑙号。其中一枚击中并穿透了司令塔，但没有爆炸；尽管如此，它还是砸断了几条电缆，杀害了1名军官和5名士兵。第二枚炮弹则导致后炮塔失效。这促使格奈森瑙号停止射击并加快速度以摆脱声望号，因吕特晏斯担心他的战列舰没有护航，可能会遭致对方的护航驱逐舰发动鱼雷攻击。在战斗过程中，格奈森瑙号共发射了60枚280毫米炮和8枚150毫米炮。而在全速撤离的过程中，格奈森瑙号和沙恩霍斯特号的舰艏都大量进水，导致了它们的两座前炮塔出现问题。
希佩尔将军号于4月11日上午在特隆赫姆附近与两艘沙恩霍斯特级舰只会合，三艘战列舰共同驶回威廉港，于第二天抵达。在那里，德国人修复了与声望号交战而受损的战列舰。随后，格奈森瑙号于4月26日至29日在不来梅哈芬的旱坞接受定期维护。该舰原计划于完成保养后前往波罗的海，但5月5日上午，当它在易北河口以22節（41每小時）的速度航行时，格奈森瑙号在距左舷后部约21米、舰体下方约24米处引爆了一枚磁性水雷。爆炸对舰体造成了严重破坏，导致几个舱室被淹，从而使该舰向左舷倾斜半度。爆炸产生的震荡损坏了许多内部和干舷部组件，包括右舷低压涡轮机和后部测距机。修复工作于5月6日至21日在基尔的一个浮式旱坞进行。经过在波罗的海进行的简短试航后，格奈森瑙号于27日以全面战备状态回到基尔。

### 朱诺行动
1940年6月4日，两艘沙恩霍斯特级战列舰从威廉港启航重返挪威，同行的还有希佩尔将军号和四艘驱逐舰。这次代号为“朱诺行动”的出击，目的是切断盟军为挪威人提供的补给，并减轻在挪威作战的德军压力。补给舰迪特马申号于三天后与该编队会合，为希佩尔将军号和驱逐舰加油。第二天，它们发现并击沉了英国武装拖网船刺柏号和油轮油先锋号（Oil Pioneer）。德国人随后出动Ar 196水上侦察机搜寻更多的盟军舰船。希佩尔将军号和驱逐舰被派去摧毁一艘19,800总吨的运兵船奥拉马号（Orama），而盟军医疗船亚特兰蒂斯号（Atlantis）则获准不受干扰地继续航行。休完病假归来的马沙尔中将受命指挥此次出击，他让希佩尔将军号和四艘驱逐舰在特隆赫姆加油，而自己将率两艘战列舰前往哈尔斯塔地区。

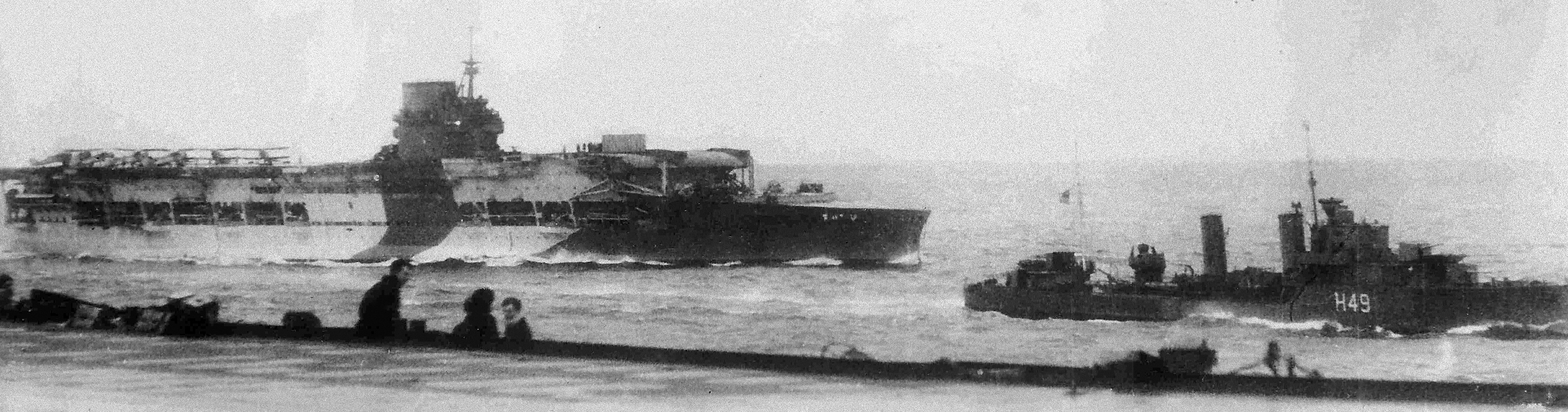
1940年5月在挪威附近拍摄到的光荣号战列巡洋舰（左后）

6月8日16:45，沙恩霍斯特号和格奈森瑙号在大约50,000米的范围内发现了英国航空母舰光荣号，以及为其护航的驱逐舰阿卡斯忒号和炽热号。德舰遂朝光荣号驶去，将速度从19節（35每小時）提高到29節（54每小時），然后再次转向以进行拦截，速度仍然在增加。格奈森瑙号于17:28向距离最近的驱逐舰炽热号开火。4分钟后，领头的沙恩霍斯特号从26,000米的距离向光荣号开火。沙恩霍斯特于17:38在第三轮齐射中取得命中，并在不久后以其副炮与炽热号交战，同时仍用主炮攻击光荣号。炽热号向两艘德国军舰发射了数枚鱼雷，迫使沙恩霍斯特号于17:45采取规避机动，10分钟后又重复一次。格奈森瑙号于17:46向光荣号开火。沙恩霍斯特号的锅炉则出现了问题，航速降至29节，于是由格奈森瑙号占据了领头阵位。与此同时，光荣号正在燃烧，已严重向右舷倾斜，但仍在高速行驶。
英国舰只随即施放了大量的烟雾。虽然德国战列舰可以使用西塔克特雷达来协助瞄准，但由于烟雾而导致目标能见度不足，需要暂时停火。德国人发现英国护航驱逐舰的移动十分巧妙，使它们难以成为目标。炽热号在严重受损并降低航速后仍继续发射鱼雷，最终于18:22倾覆，此时光荣号正在猛烈燃烧。阿卡斯忒号继而向德舰驶去，施放烟幕并发射鱼雷。一枚鱼雷于19:39击中沙恩霍斯特号并造成了严重破坏，当时该舰在采取规避行动后过早返回行进线路。而阿卡斯忒号在从烟幕中发动第二次鱼雷攻击时遭到命中，严重受损，至19:08分沉没。待三艘英国舰只全部被击沉后，马沙尔将他的部队撤回到特隆赫姆，对沙恩霍斯特号进行紧急维修。维修期间，马沙尔又率格奈森瑙号、希佩尔将军号和四艘驱逐舰一起出击，但由于英国护航船队的戒备过于森严，它们在两天后便返回特隆赫姆。
6月13日，吕特晏斯中将正式接替马沙尔担任舰队司令，前者于6月20日率格奈森瑙号、希佩尔将军号和四艘驱逐舰朝冰岛方向出击。其意图是营造出一种他试图闯入大西洋的假象，把英国人的注意力从正在返回德国的沙恩霍斯特号上引开。然而，在距哈尔滕西北约40海里（74）处，英国潜艇克莱德号用鱼雷击中了格奈森瑙号。鱼雷正中格奈森瑙号的舰艏，就在弹碎防护带的前方，造成了严重的破坏。该舰的两个前部水密舱室中涌入大量海水，被迫减速返回特隆赫姆。在当地，修理船瓦斯卡兰号进行了临时维修，使格奈森瑙号得以于7月25日至27日在希佩尔将军号、纽伦堡号以及四艘驱逐舰和六艘鱼雷艇的护航下返回基尔。英国本土舰队派出一支强大的部队试图拦截这支船队，但未能找到它们。抵埗后，格奈森瑙号进入霍瓦兹船厂的旱坞接受为期五个月的维修工作。8月，海军上校奥托·法因正式接过该舰的指挥权，他将在格奈森瑙号的大部分战时役期中担任舰长。

### 柏林行动
維修完畢後，沙恩霍斯特号前来与格奈森瑙号会合，为“柏林行动”做准备。这是一场计划闯入大西洋的袭击，旨在重创盟军的航运线。首度出击于1940年12月28日启动，但两天后便在挪威近海遭遇了强烈风暴，对格奈森瑙号造成了破坏，而沙恩霍斯特号却毫发无损。它们被迫靠港避险，其中格奈森瑙号回到基尔维修，而沙恩霍斯特号则前往戈滕哈芬。维修工作很快便完成，1941年1月22日，这两艘战列舰重新在当时已晋升海军上将的吕特晏斯的指挥下离港前往北大西洋。它们在斯卡格拉克海峡被发现，英国本土舰队遂将一支重型部队部署至冰岛和法罗群岛之间的通道上。德国人的雷达从远距离便侦测到了英国人，这使得吕特晏斯能够借助暴风雨避开英国巡逻队。到2月3日，两舰已经躲过最后一批英国巡洋舰的巡逻，闯入了广阔的大西洋。

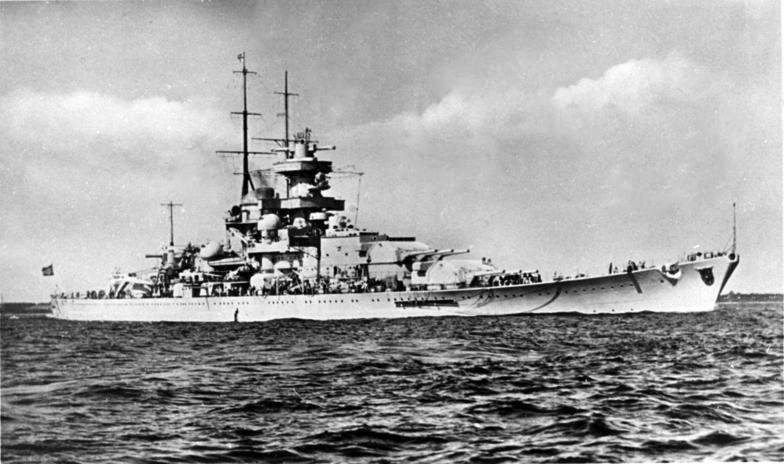
第二次变更舰艏后的格奈森瑙号舰姿

2月6日，两舰在法韦尔角以南通过油轮施莱特施塔特号（Schlettstadt）加油。2月8日08:30后不久，瞭望员发现了由拉米伊号战列舰护送的HX-106号船队。吕特晏斯根据避免与盟军主力舰交战的准则而下令取消袭击。然而，沙恩霍斯特号的舰长库尔特-凯撒·霍夫曼上校已经接近至23,000米范围内，并试图引开拉米伊号，以便格奈森瑙号可以攻击船队。吕特晏斯遂喝令霍夫曼立即返回跟随旗舰。两艘战列舰继而向西北航行，寻找更多的船只。2月22日，它们发现一支戒备空虚的船队向西航行，在战列舰出现时便四散开去。格奈森瑙号击沉了其中的三艘船，加上被沙恩霍斯特号击沉的第四艘，两舰共击沉了累计为25,784吨的盟军船舶。
随后，吕特晏斯决定转移到一个新的区域，因为分散船队中的幸存成员已经发出求救信号。他选择了开普敦－直布罗陀的护航路线，并将自己部署在佛得角的西北部。3月8日，两舰遇到了由马来亚号战列舰护送的SL-67号船队。吕特晏斯再次禁止袭击，但他尾随船队，并指挥U艇进攻。因此在3月8－9日夜间，两艘U艇共击沉了28,488总吨的船只。马来亚号向两艘战列舰发起攻击，并逼近至24,000米范围，完全处于德军火炮的射程之内，但吕特晏斯拒绝参与交战。他转而驶向大西洋中部，两舰于3月12日从油轮乌克马克号和厄姆兰号（Ermland）加油并获取补给。
3月15日，两艘战列舰和两艘油轮在大西洋中部遇到一支分散的护航船队，格奈森瑙号俘获了其中的三艘油轮，并击沉第四艘，共计20,139总吨。翌日，它们又发现了船队中的掉队成员，格奈森瑙号再击沉了七艘船，总吨位为26,693吨。其中一艘幸存的船只用无线电报告了德国战列舰的位置，从而召来了火力强大的英国战列舰罗德尼号和英王乔治五世号。沙恩霍斯特号和格奈森瑙号利用它们的高航速在狂风中逃脱，而英国战列舰的干预使吕特晏斯确信继续取得成功的机会很小。因此，他决定前往德占法国的布雷斯特，并于3月22日抵达。格奈森瑙号随即进入旱坞接受定期维护。

### 布雷斯特空袭
抵达布雷斯特后，格奈森瑙号曾多次遭到英国的空袭。第一次袭击发生于3月30日至31日夜间，随后是4月4日至5日的第二次袭击。在第二次袭击中，一枚500磅（227）重的穿甲弹险些击中该舰。由于受到攻击，它被移出旱坞，转至港口驻泊。4月6日，格奈森瑙号又遭到四架鱼雷轰炸机的袭击，其中一架取得命中。命中者是驾驶博福特式鱼雷轰炸机的空军中尉肯尼思·坎贝尔，他在袭击中丧生，并因此获追授维多利亚十字勋章。鱼雷击中了格奈森瑙号的后炮塔附近，导致大约3,050吨海水灌入舰内，造成推进系统的多个部件瘫痪，并使舰体向右舷倾侧了2°。爆炸则严重损毁了舷侧板以及右舷和中心线的螺旋桨轴。震荡性冲击还对舰上的电子元件造成了广泛的破坏。一艘救助拖船驶来协助抽水工作。袭击发生后，格奈森瑙号又返回旱坞进行维修。
三天后，即4月9日至10日夜间，几架英国轰炸机向格奈森瑙号投下大约25吨500英磅重的穿甲弹，其中四枚命中。全部四枚炸弹都击中了前部舰艛的右舷。其中两枚在主装甲甲板上爆炸，而另外两枚则未能引爆。袭击最初造成72人死亡、90人受伤，其中16人后来因伤势过重死亡。炸弹轻微破坏了主装甲甲板，但在右舷造成一些结构损坏。当局决定在该舰的旱坞维修期间对其进行改造；内容包括加装十四门20毫米高射炮和六具533毫米鱼雷发射管。飞机机库获重新布置，安装在机库顶部的弹射器被拆除。由于维修和改造耗时较长，导致格奈森瑙号无缘参与1941年5月由新式战列舰俾斯麦号领衔出击的莱茵演习行动。英国人则继续攻击旱坞内的舰只，但没有造成进一步的破坏。1942年2月6日，曾有一枚炸弹落在格奈森瑙号附近，但同样未能造成任何损伤。

### 海峽衝刺作戰

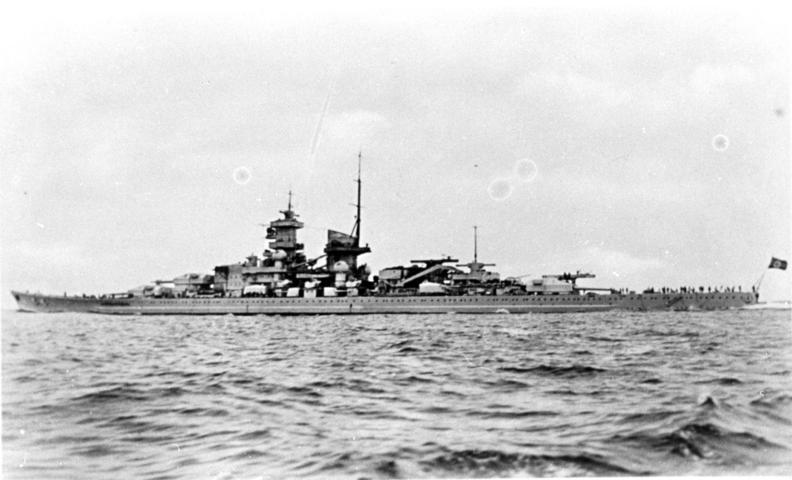
格奈森瑙号在海上

1942年1月12日，德国海军总司令部与希特勒举行会议，决定将格奈森瑙号、沙恩霍斯特号和重巡洋舰欧根亲王号遣送回德国。其目的是将这些舰只进一步部署到挪威，以拦截前往苏联的盟军护航船队。代号为地狱犬行动的所谓“海峡冲刺”将避开在大西洋上日益高效的盟军雷达和巡逻机。海军中将奥托·齐里亚克斯受命指挥此次行动。2月初，德国的扫雷舰在未被英国人发现的情况下清理出了一条穿越英吉利海峡的航线并以浮标做记号。
格奈森瑙号、沙恩霍斯特号和欧根亲王号于2月11日23:00离开布雷斯特。一小时后，他们进入了英吉利海峡；三艘舰以27節（50每小時）的速度紧贴着法国海岸航行。英国人没有发现它们的离开，因为负责观察港口的潜艇已经撤回为蓄电池充电。到12日06:30，他们已经通过瑟堡，与一支驱逐舰区舰队会合。该部队由身处Z-29号驱逐舰上的海军上校埃里希·拜指挥。战斗机司令阿道夫·加兰德则在海峡冲刺期间负责指挥德国空军的战斗机和轰炸机部队作战（雷霆行动）。为避免被英国雷达网络发现，战斗机以桅顶高度飞行。三艘主力舰上都配备了联络官。从德国赶来的飞机随后抵达，施放箔条干扰英国雷达。到下午13:00，舰群已穿越多佛尔海峡；半小时后，六架剑鱼式鱼雷轰炸机在喷火战斗机的掩护下对德国人发动袭击，但它们无法穿透德国空军的战斗机屏障，最终全数被摧毁。之后两小时里英国人偶有继续袭击，但德国空军的屏幕将它们全数击退。
五艘英国驱逐舰于16:17向德国舰群发起攻击。这些舰艇试图接近至鱼雷射程，但波涛汹涌的海面和多云的天气阻碍了它们的攻击。在此期间，格奈森瑙号和欧根亲王号则对伍斯特号驱逐舰造成了严重破坏。19:55，格奈森瑙号在泰尔斯海灵岛附近引爆了一枚磁性水雷。水雷在后炮塔前部爆炸，但仅造成轻微损伤。少量进水很快得到控制，惟震荡导致中部涡轮机一度失效。舰只停顿了不到30分钟便恢复航行；至13日03:50，格奈森瑙号和两艘驱逐舰到达黑尔戈兰岛。在与欧根亲王号会合后，两舰动身前往基尔，但运河上的厚冰迫使他们暂时止步布伦斯比特尔。在港口机动时，格奈森瑙号又撞上了一具水下残骸。这次碰撞在舰体上撕开了一个孔洞，造成一些轻微的水浸。翌日，格奈森瑙号终于抵达基尔，驶入德意志造船厂的一个浮式旱坞接受维修。

## 结局
格奈森瑙号的修复工作于1942年2月26日完成，计划于3月6日部署至挪威。尽管仍然身处旱坞，但它的弹药储备已经补充完毕，并准备在离开之前进行一轮短暂的海试。然而，在2月26日至27日夜间，英国人对该舰发动了猛烈的空袭。舰只的艏楼被一枚炸弹击中，炸弹在穿透装甲甲板后引爆。炽热的炸弹碎片点燃了前炮塔的推进剂，引发巨大的爆炸。炮塔被甩出底座，整个舰艏部分被焚毁。为防止更大的灾难性爆炸，船员们将弹药舱部分淹没。这次爆炸共造成112人死亡、21人负伤。
因受损面积较大，海军参谋部决定重建而非单纯修复格奈森瑙号，并安装早期计划中的六门380毫米炮。为弥补重型380毫米炮造成的干舷降低，损毁的舰艏部分被拆除，更换为加长版舰艏。4月4日，该舰在训练舰西里西亚号和破冰船卡斯托耳号的护送下前往戈滕哈芬，并于7月1日在当地正式停运。其船员们得到了报酬，并被转配至U艇部队。
到1943年初，格奈森瑙号已经得到充分的修复，并开始了重建进程，但希特勒对1942年12月德国水面部队在巴伦支海海战中的失败感到愤怒，下令停止所有海军造舰工作。格奈森瑙号因此被解除了武装，其280毫米和150毫米口径的炮塔被移作岸基炮台。其中采撒炮塔获重新安装至特隆赫姆附近的奥斯特拉特要塞担任海岸炮。
格奈森瑙号在戈滕哈芬一直闲置到战争结束。1945年3月27日，当苏联红军向这座城市推进时，剩余的船员将该舰拖到港湾入口处，并其作为堵塞船击沉。接管城市的波兰政府于1947年下令将格奈森瑙号移走，并开始了初步的打捞工作。该舰于1951年9月12日经密封后重新浮起，继而完全报废，但据信其部分钢材用于建造波兰商船，原船笛则被安装至波莫瑞的礼物号帆船上。作为当时被打捞上岸的最大型舰船，格奈森瑙号的舰钟被保留了下来，现存于华沙的波兰军队博物馆，偶尔会在展览中展出。挪威曾于1979年提议将特隆赫姆的炮塔归还德国，但遭到拒绝。该炮塔现作为博物馆在原址保存。